# Elizabeth Jagger
Elizabeth Scarlett Jagger, född 2 mars 1984 i New York, är en brittisk fotomodell och är dotter till supermodellen Jerry Hall och Rolling Stones-sångaren Mick Jagger.
När hon var 14 modellade hon med sin mamma för Thierry Mugler – med framgång. Sedan dess har hon arbetat med modeller som Kate Moss, Karolina Kurkova, Gisele Bündchen, Erin O'Connor, Lily Cole, Mona Johannesson, Vlada Roslyakova, Snejana Onopka och många fler. Hon har även arbetat för bland annat Revlon, Victoria's Secret, Sass & Bide, Chanel, Gucci, Burberry, Louis Vuitton, Lancôme, Ralph Lauren, Versace, Nina Ricci, Mulberry, Hermès, Dolce & Gabbana, Moschino, Tommy Hilfiger, Marc Jacobs, Belstaff, Valentino, Oscar de la Renta, Christian Lacroix med flera. År 2004 blev hon omslagsflicka på det prestigefyllda baddräktsnumret av Sports Illustrated. Hennes modellagentur är Ford models.
Hennes intressen förutom mode är konst, djur, film, böcker och musik.